# Hafu
A palavra hafu (ハーフ, hāfu) é um termo da língua japonesa para se referir a alguém que é birracial, isto é, etnicamente meio-japonês. O termo surgiu na década de 1970 no Japão e é agora é um termo mais normalmente utilizado e preferido com auto-afirmação. A palavra hāfu vem do inglês (half) e significa “metade”, indicando uma pessoa cuja metade das suas raízes são do exterior.
Nos meios de divulgação de moda tem sido crescente o aparecimento de hāfus na mídia japonesa. Hāfus agora aparecem nas capas de revistas de moda como  Non-no, Can Can e Vivi e são vistos nas telas de TV com frequência como jornalistas ou celebridades.
Para citar alguns, podemos incluir as celebridades, como a tarento Becky (britânica/japonesa), a apresentadora Christel Takigawa (francesa/japonesa) e as modelos Kaela Kimura (britânica/japonesa) e Anna Umemiya (americana/japonesa).
Um dos primeiros termos para designar um japonês de origem mestiça foi ainoko (合の子), ou seja, uma criança nascida de uma relação entre duas raças diferentes. Este rótulo, no entanto, contribuiu para o surgimento de uma série de problemas sociais nos anos 1940, como a pobreza, impureza racial e a discriminação, devido a tratamento negativo dado aos hāfus naquela época. A palavra foi então gradualmente substituída na década de 1950 pelo termo konketsuji (混血児) que significa, literalmente, um filho de sangue misturado. Isso foi utilizado numa tentativa de separar os meio-japoneses dos japoneses “puros”. Alguns pais de crianças hāfus que falam inglês preferem o termo double (duplo).

## Futuro
Acredita-se que o número de hāfus tende a crescer, devido sobretudo à imigração e ao crescente número de casamentos entre japoneses e gaikokujins (como os estrangeiros são chamados no Japão).
Um estudo realizado em 2006 revelou que um em cada 30 bebês nascidos no Japão naquele ano tinha pai ou mãe estrangeiros. Em grandes metrópoles como Tóquio e Osaka este número sobe para 1 em cada 10 bebês.